# Schronisko pod Burzyną II
Schronisko pod Burzyną II – jaskinia w polskich Pieninach. Wejście do niej znajduje się w Pieninkach, na północnym zboczu opadającym z przełęczy Burzana, pomiędzy polaną Burzana a polaną Sosnówka, powyżej Schroniska pod Burzyną I, na wysokości około 625 m n.p.m.n. Długość jaskini wynosi 7 metrów, a jej deniwelacja 5 metrów. Znajduje się na obszarze Pienińskiego Parku Narodowego i jest niedostępna turystycznie.

## Opis jaskini
Jaskinię stanowi pionowa studnia z dna której odchodzi stromo w dół niewielki korytarzyk z zaciskiem.

## Przyroda
W jaskini brak jest nacieków. Ściany są suche, rosną na nich mchy, wątrobowce i paprocie.

## Historia odkryć
Jaskinia była prawdopodobnie znana od dawna. Jej pierwszy plan i opis sporządzili K. Kleszyński i W. Siarzewski w 1977 roku.